# Elena Kazimirtchak-Polonskaïa
Elena Ivanivna Kazymyrchak-Polonskaïa (en ruso: Елена Ивановна Казимирчак-Полонская, en ucraniano: Олена Іванівна Казимирчак-Полонськ, en polaco: Helena Kazimierczak-Połońska; Selets, 21 de noviembre de 1902-San Petersburgo, 30 de agosto de 1992) fue una astrónoma ucraniana. Ganó el premio FA Bredikhina. En 1978, el asteroide (2006) Polonskaya recibió su nombre.

## Biografía
En 1928, se graduó de la Universidad de Leópolis. De 1932 a 1934, fue asistente en el Observatorio Astronómico de la Universidad de Varsovia. Desde 1945, enseñó matemáticas y astronomía en la Universidad Estatal de Jersón. En 1948, fue investigadora y luego se convirtió en investigadora principal del Instituto de Astronomía Teórica de la Academia de Ciencias de la Unión Soviética. En noviembre de 1951 la despidieron de su trabajo y en 1952 fue arrestada bajo sospecha de "espionaje", y retenida de enero a agosto por el Comité de Seguridad del Estado de la URSS. Fue absuelta y puesta en libertad.
Entre 1953 y 1956 fue profesora asociada en el Departamento de Matemáticas Superiores de la Universidad Pedagógica Nacional KD Ushynsky del Sur de Ucrania. En 1964 se convirtió en miembro de la Unión Astronómica Internacional. De 1967 a 1985, ayudó a organizar seminarios y simposios astronómicos internacionales y de toda la Unión Soviética. De 1976 a 1978, fue jefa del grupo científico sobre dinámica de cuerpos pequeños en el Consejo Astronómico de la Academia de Ciencias de la Unión Soviética. Realizó estudios en profundidad sobre la lluvia de meteoritos Leónidas.
Murió el 30 de agosto de 1992. Fue enterrada en el cementerio de astrónomos del Observatorio de Púlkovo.